# Mircea Petescu
Mircea Petescu (Pécska, 1942. október 15. – Vosselaar, Belgium, 2018. december 16.) válogatott román labdarúgó, hátvéd, edző.

## Pályafutása

### Klubcsapatban
1959–60-ban az UT Arad, 1960 és 1963 között a Ştiinţa Timişoara labdarúgója volt. Az 1962–63-as idényben kölcsönben a Viitorul București csapatában szerepelt. 1963 és 1967 között a Steaua București, 1967 és 1973 között ismét az UT Arad játékosa volt. 1973 és 1975 között az FC Dordrechtben játszott és egyben segédedző is volt.

### A válogatottban
1964 és 1968 között öt alkalommal szerepelt a román válogatottban. Részt vett az 1964-es tokiói olimpián a csapattal.

### Edzőként
1973 és 1988 között holland csapatoknál dolgozott edzőként.  1975 és 1977 között a N.E.C. segédedzője volt. 1978 és 1980 között a Sparta Rotterdam, 1988-ban a Go Ahead Eagles vezetőedzője volt.

## Sikerei, díjai
Steaua București
- Román kupa
  - győztes (2): 1965–66, 1966–67

 UT Arad
- Román bajnokság
  - bajnok (2): 1968–69, 1969–70